# Nan'yō
Ne doit pas être confondu avec Mandat des îles du Pacifique.
Nan'yō (南陽市, Nan'yō-shi) est une ville de la préfecture de Yamagata, dans le Nord de l'île de Honshū, au Japon.

## Géographie

### Démographie
Lors du recensement national de 2010, la population de Nan'yō s'élevait à 33 905 habitants, répartis sur une superficie de 160,70 km2 (densité de population de 211 hab./km2).

## Histoire
La ville de Nan'yō a été fondée le 1er avril 1967, lors de la fusion de plusieurs bourgs et villages, dont : Akayu, Miyauchi, Okigō, Ringō, Nakagawa, Urushiyama et Yoshino, qui forment désormais des quartiers de la ville.
L'exploratrice anglaise Isabella Bird a visité le village d'Akayu, en 1878, et l'a mentionnée dans son ouvrage Unbeaten Tracks in Japan. Akayu est célèbre pour ses printemps chauds, ses cerises et la pratique du deltaplane. Le quartier de Miyauchi est connu pour son festival du chrysanthème et son sanctuaire shinto : Kumano Hongū-taisha.

## Économie
Les agriculteurs des environs de Nan'yō produisent le deuxième volume le plus important de cerises du Japon.

## Transports
La ville de Nan'yō est desservie par la ligne Shinkansen Yamagata et les lignes classiques Ōu et Flower Nagai. La gare d'Akayu est la principale gare de la ville.

## Honneur
L'astéroïde (8220) Nanyou est nommé en son honneur.